# 罗伊斯桥
罗伊斯桥是瑞士琉森的羅伊斯河上的一座人行桁架桥，1877年建成。